# Zvánovický potok
Zvánovický potok je vodní tok typu potok pramenící ve vsi Struhařov a vlévající se do Jevanského potoka ve vsi Hradec.

## Průběh toku
Pramení u silnice Ondřejovská ve Struhařově jako nepravidelná stružka. Pokračuje na východ a teče pod silnicí Jevanská, zde se do něj po chvíli vlévá zprava jeden potok a poté se do něj vlévá Habrovský potok zleva. Zvánovický potok se zde stáčí prudce k jihu. Pod Holým vrchem do něj přitéká jeden potok zprava a následně další dva kratší zprava. Zde se potok otáčí k jihovýchodu a teče již zahloubeným údolím. V úseku, kde se začne otáčet opět k jihu, je napájen dalším kratším potokem zleva, a u lokality Mlecí kameny dalším zleva a poté zprava od Zvánovic. Pokračuje pod silnicí k jihovýchodu, mírně meandruje. U turistického rozcestníku Pod Černými Voděrady do něj zprava vtéká Třemblatský potok.
Zvánovický potok pokračuje lesním údolí do místní části Havírna, kde protéká zahradami domů. Pokračuje polem a u silnice Hradec-Kostelní Střimelice do něj přitéká další potok zprava. Následně vtéká do Hradce, kde se rozdělí na nepravidelný tok tekoucí přímo na východ a na meandrující tok, který je napájen zprava dalším tokem tekoucím z okraje vsi Kostelní Střimelice. U mlýna Propast pak vtéká do Jevanského potoka jako jeho pravostranný přítok.

## Galerie

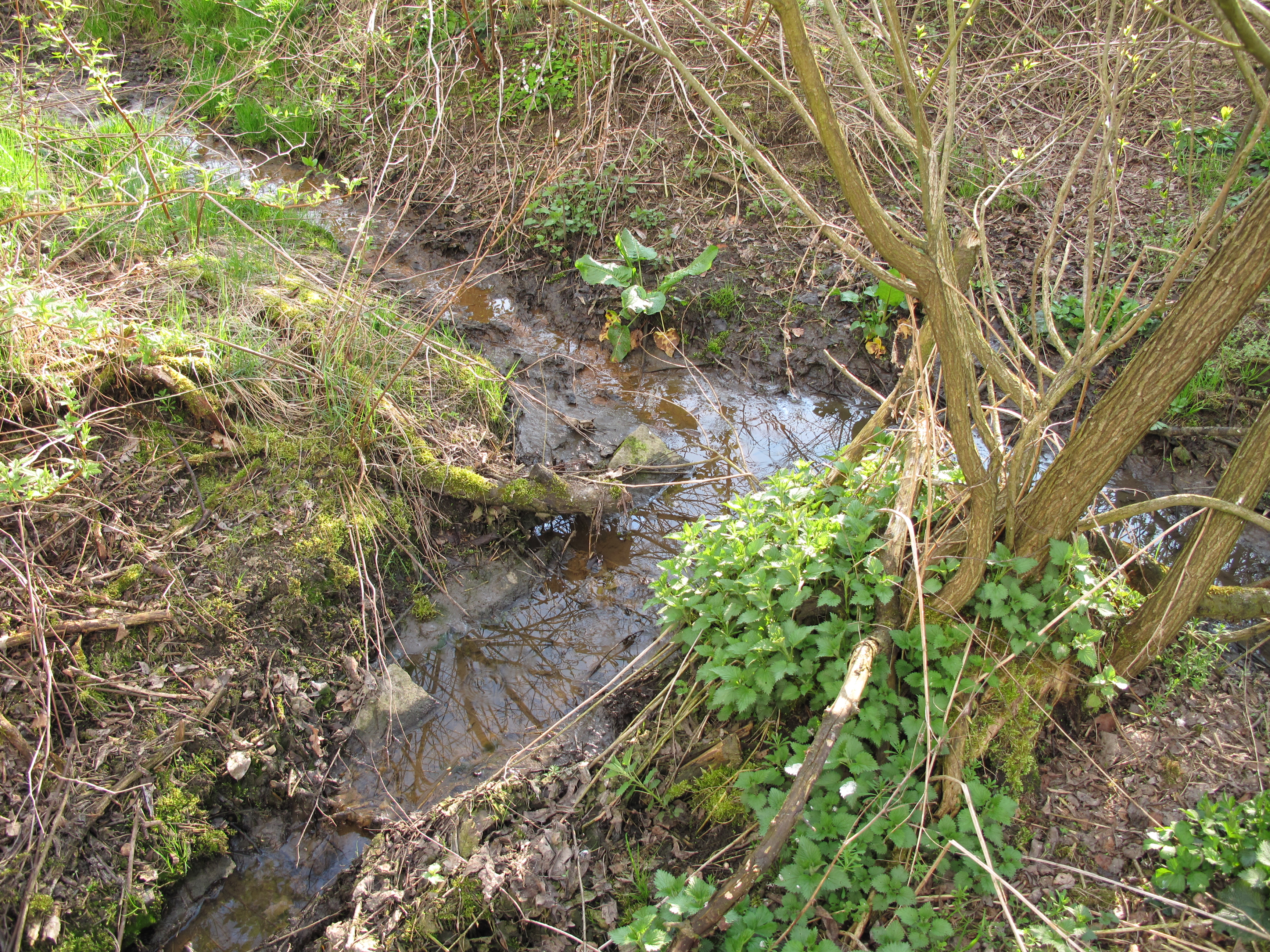
Soutok zdrojnic nedaleko pramene
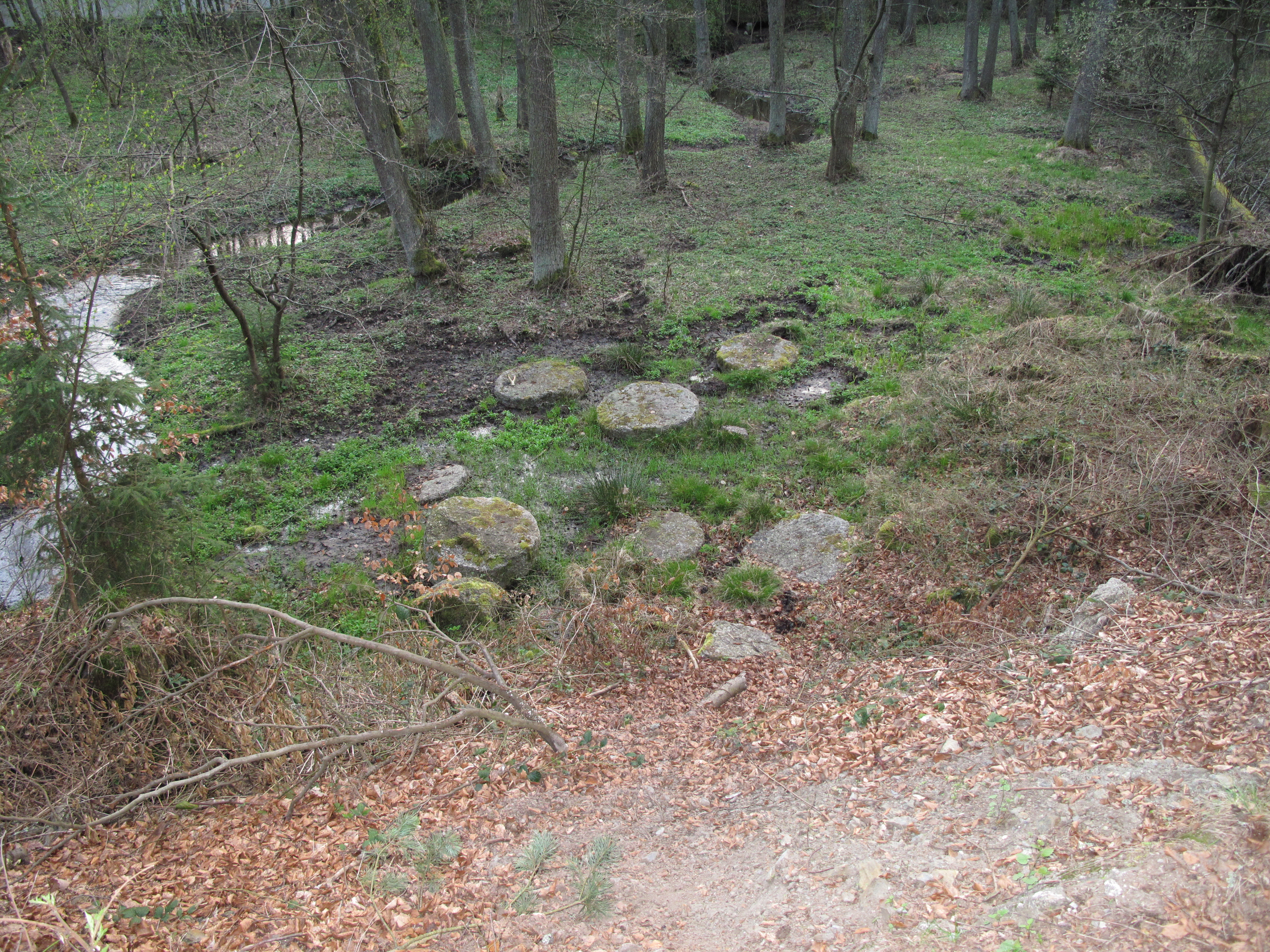
Mlecí kameny
- Pod Zvánovicemi
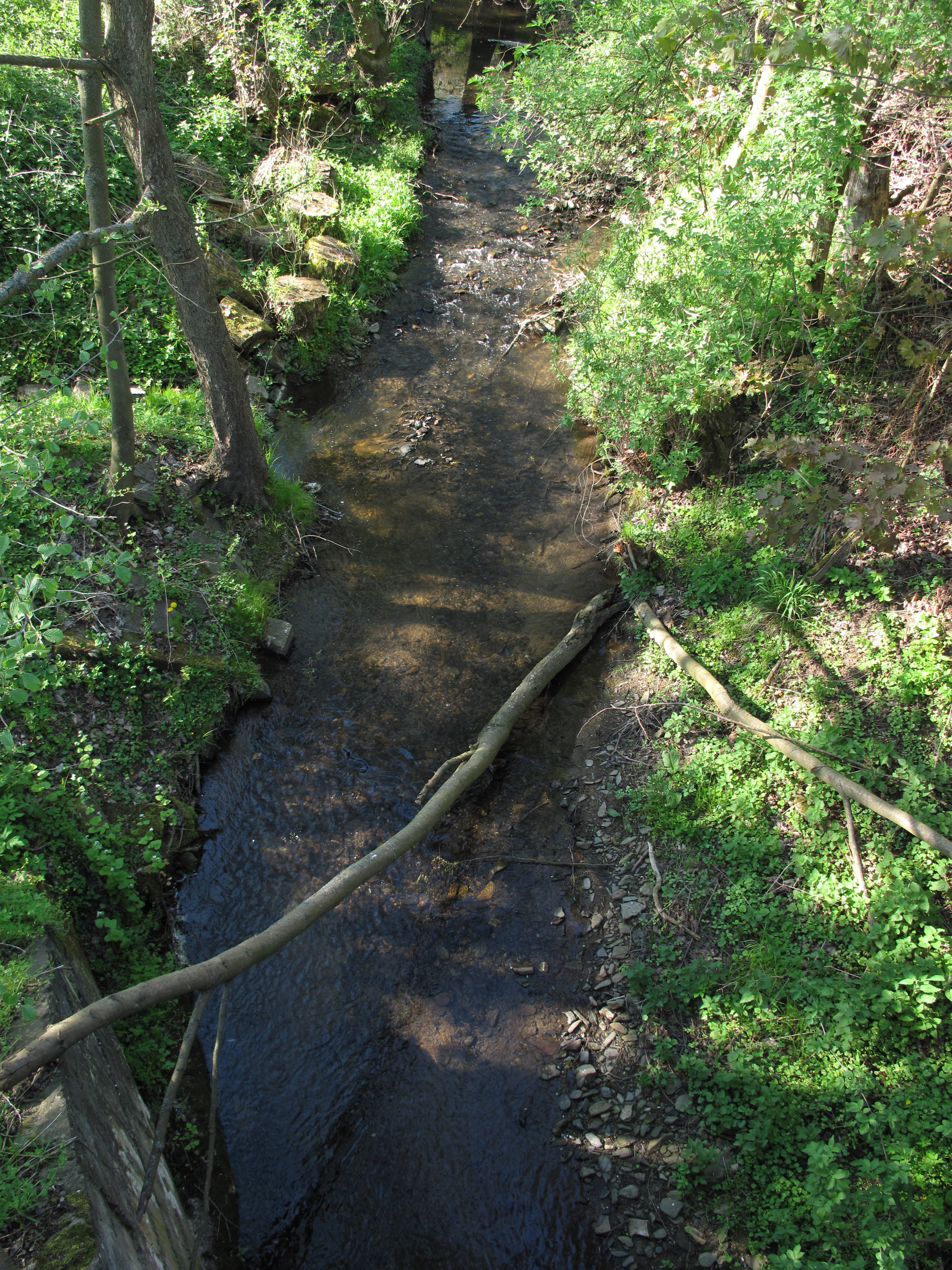
Nad Hradcem
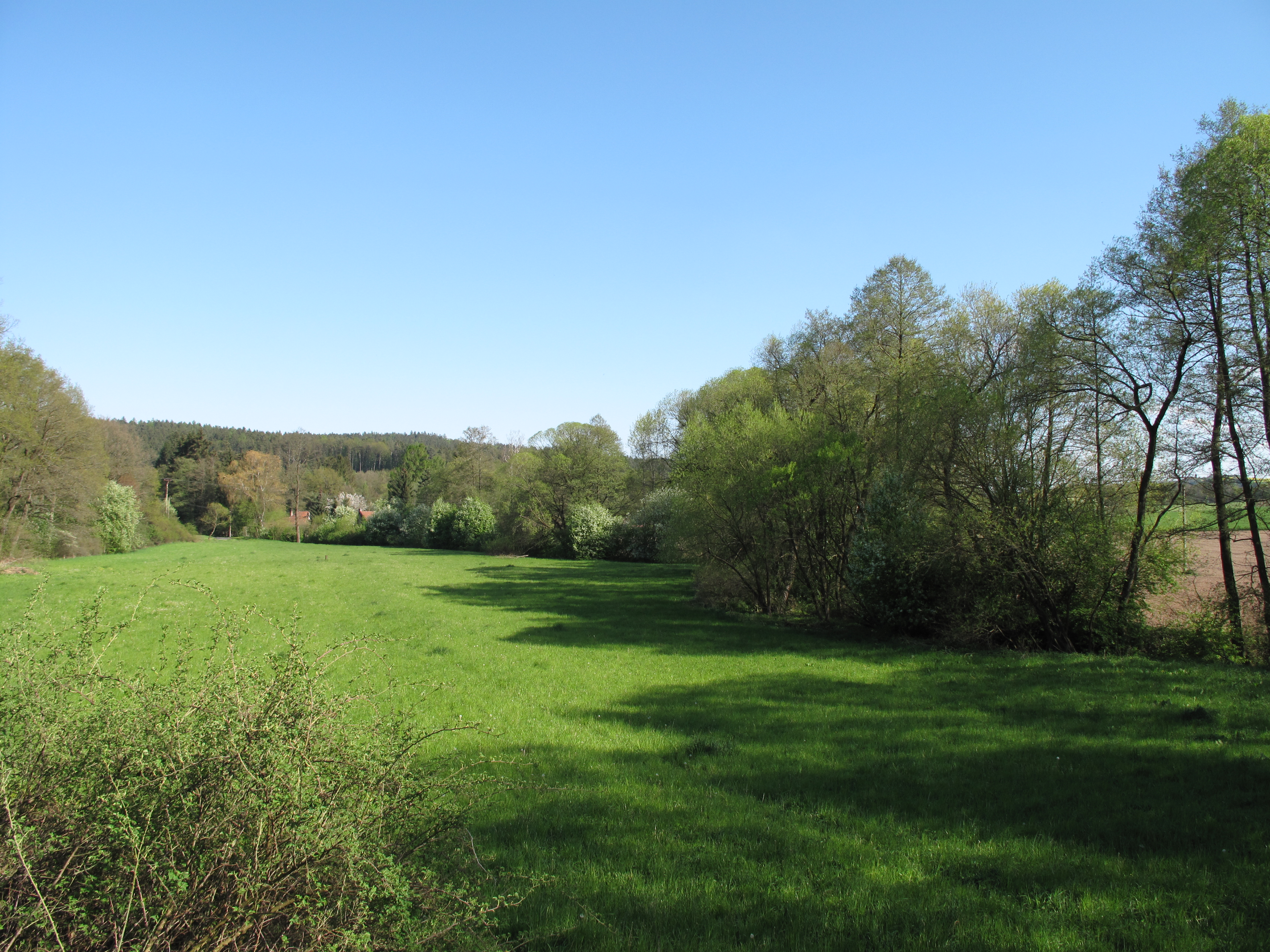
U soutoku s Jevanským potokem